# Útočištné město

Útočištná města starozákonního Izraele, shora Kedeš, Golan, Rámot, Šekem, Beser, Hebron

Útočištná města byla ve starozákonním Izraeli města, do nichž se mohl uchýlit před krevní mstou, kterou jinak starozákonní právo připouštělo, „ten, kdo zabil, pokud někoho zabil nedopatřením, neúmyslně... aniž ho kdy předtím nenáviděl“ (Jozue 20,5, tato i další citace dle ČEP).
Pronásledovaným, kteří zde požádali o útočiště, měli v těchto městech starší vykázat místo k bydlení a nesměli je vydat krevním mstitelům až do řádného soudního procesu, „případně do smrti velekněze, který v těch dnech bude vykonávat svůj úřad“. Potom se psanec mohl vrátit domů.
Taková ochrana před nespravedlivou či unáhlenou krevní mstou se však vztahovala výlučně na nezáměrné zabití („Třeba ten, kdo by šel se svým bližním do lesa rubat dříví a rozmáchl se sekerou při kácení stromu a železo by se vysmeklo z topůrka a zasáhlo jeho bližního tak, že by zemřel“ - Deuteronomium 19,5); pachatel úkladné vraždy neměl na žádnou ochranu nárok: „Když se však někdo opováží lstivě zavraždit svého bližního, vezmeš ho i od mého oltáře, aby zemřel.“ (Exodus 21,14)
Institut útočištných měst je v Písmu definován několikrát: v knize Exodus 21,13, Deuteronomium 4,41-47, Deuteronomium 19,2-7, Jozue 20. Útočištných měst bylo ustanoveno šest, na východním břehu Jordánu Beser, Rámot a Gólan, na západním Kedeš, Šekem a Hebron.